# Polska na igrzyskach olimpijskich młodzieży
Reprezentacja Polski na igrzyskach olimpijskich młodzieży wzięła udział we wszystkich edycjach letnich i zimowych.

## Medale według igrzysk
W ogólną klasyfikację wliczane są wyłącznie konkurencje, w których występują zawodnicy z jednego państwa.
| Lp.   | Igrzyska          | Złoto | Srebro | Brąz | Razem |
| ----- | ----------------- | ----- | ------ | ---- | ----- |
| 1.    | Singapur 2010     | 1     | 0      | 5    | 6     |
| 2.    | Nankin 2014       | 5     | 0      | 1    | 6     |
| 3.    | Buenos Aires 2018 | 0     | 1      | 3    | 4     |
| Razem | Razem             | 6     | 1      | 9    | 16    |

| Lp.   | Igrzyska         | Złoto | Srebro | Brąz | Razem |
| ----- | ---------------- | ----- | ------ | ---- | ----- |
| 1.    | Innsbruck 2012   | 0     | 0      | 0    | 0     |
| 2.    | Lillehammer 2016 | 0     | 0      | 0    | 0     |
| 3.    | Lozanna 2020     | 1     | 0      | 0    | 1     |
| Razem | Razem            | 1     | 0      | 0    | 1     |

## Skład reprezentacji według igrzysk
| Lp. | Igrzyska          | Chorąży otwarcia | Chorąży zamknięcia | Kobiety | Mężczyźni | Razem |
| --- | ----------------- | ---------------- | ------------------ | ------- | --------- | ----- |
| 1.  | Singapur 2010     | Maja Rasińska    |                    | 17      | 26        | 43    |
| 2.  | Nankin 2014       | Elżbieta Wójcik  |                    | 28      | 31        | 59    |
| 3.  | Buenos Aires 2018 | Iga Świątek      | Jakub Kraska       | 36      | 33        | 69    |

| Lp. | Igrzyska         | Chorąży otwarcia | Chorąży zamknięcia | Kobiety | Mężczyźni | Razem |
| --- | ---------------- | ---------------- | ------------------ | ------- | --------- | ----- |
| 1.  | Innsbruck 2012   | Urszula Łętocha  |                    | 8       | 11        | 19    |
| 2.  | Lillehammer 2016 | Artur Zubel      |                    | 10      | 11        | 21    |
| 3.  | Lozanna 2020     | Marcin Zawół     |                    | 22      | 23        | 45    |

## Medale według dyscyplin
W ogólną klasyfikację wliczane są wyłącznie konkurencje, w których występują zawodnicy z jednego państwa.
| Lp.   | Dyscyplina    | Złoto | Srebro | Brąz | Razem |
| ----- | ------------- | ----- | ------ | ---- | ----- |
| 1.    | Lekkoatletyka | 2     | 0      | 3    | 5     |
| 2.    | Boks          | 1     | 0      | 1    | 2     |
| 2.    | Szermierka    | 1     | 0      | 1    | 2     |
| 4.    | Strzelectwo   | 1     | 0      | 0    | 1     |
| 4.    | Tenis ziemny  | 1     | 0      | 0    | 1     |
| 6.    | Pływanie      | 0     | 1      | 3    | 4     |
| 7.    | Zapasy        | 0     | 0      | 1    | 1     |
| Razem | Razem         | 6     | 1      | 9    | 16    |

| Lp.   | Dyscyplina | Złoto | Srebro | Brąz | Razem |
| ----- | ---------- | ----- | ------ | ---- | ----- |
| 1.    | Biathlon   | 1     | 0      | 0    | 1     |
| Razem | Razem      | 1     | 0      | 0    | 1     |

## Polscy medaliści

### Edycje letnie
| Medal  | Rok  | Gospodarz    | Zawodnik                                                       | Dyscyplina           | konkurencja                    | Data            | Uwagi |
| ------ | ---- | ------------ | -------------------------------------------------------------- | -------------------- | ------------------------------ | --------------- | ----- |
| złoto  | 2010 | Singapur     | Wojciech Dahlke                                                | Jeździectwo          | Skoki drużynowe                | 20 sierpnia     | [ a ] |
| złoto  | 2010 | Singapur     | Krzysztof Brzozowski                                           | Lekkoatletyka        | Pchnięcie kulą                 | 22 sierpnia     |       |
| złoto  | 2014 | Nankin       | Agata Nowak                                                    | Strzelectwo          | Pistolet pneumatyczny z 10 m   | 17 sierpnia     |       |
| złoto  | 2014 | Nankin       | Andrzej Rządkowski                                             | Szermierka           | Floret indywidualnie           | 19 sierpnia     |       |
| złoto  | 2014 | Nankin       | Kamil Majchrzak                                                | Tenis ziemny         | Gra pojedyncza                 | 23 sierpnia     |       |
| złoto  | 2014 | Nankin       | Konrad Bukowiecki                                              | Lekkoatletyka        | Pchnięcie kulą                 | 24 sierpnia     |       |
| złoto  | 2014 | Nankin       | Jan Zieliński                                                  | Tenis ziemny         | Gra mieszana                   | 24 sierpnia     | [ b ] |
| złoto  | 2014 | Nankin       | Elżbieta Wójcik                                                | Boks                 | Kategoria 69–75 kg             | 26 sierpnia     |       |
| złoto  | 2018 | Buenos Aires | Iga Świątek                                                    | Tenis ziemny         | Gra podwójna                   | 13 października | [ c ] |
| srebro | 2010 | Singapur     | Martyna Swatowska                                              | Szermierka           | Mikst drużynowy                | 18 sierpnia     | [ d ] |
| srebro | 2010 | Singapur     | Tomasz Kluczyński                                              | Lekkoatletyka        | Sztafeta „olimpijska”          | 23 sierpnia     | [ e ] |
| srebro | 2014 | Nankin       | Andrzej Rządkowski                                             | Szermierka           | Zawody drużynowe               | 20 sierpnia     | [ f ] |
| srebro | 2018 | Buenos Aires | Jakub Kraska                                                   | Pływanie             | 100 m stylem dowolnym          | 11 października |       |
| brąz   | 2010 | Singapur     | Martyna Swatowska                                              | Szermierka           | Szpada indywidualnie           | 17 sierpnia     |       |
| brąz   | 2010 | Singapur     | Marcin Cieślak                                                 | Pływanie             | 200 m stylem motylkowym        | 20 sierpnia     |       |
| brąz   | 2010 | Singapur     | Anna Wloka                                                     | Lekkoatletyka        | Pchnięcie kulą                 | 22 sierpnia     |       |
| brąz   | 2010 | Singapur     | Aneta Rydz                                                     | Lekkoatletyka        | Skok wzwyż                     | 22 sierpnia     |       |
| brąz   | 2010 | Singapur     | Dawid Michelus                                                 | Boks                 | Kategoria 54 kg                | 24 sierpnia     |       |
| brąz   | 2014 | Nankin       | Anna Szymczak                                                  | Szermierka           | Zawody drużynowe               | 20 sierpnia     | [ g ] |
| brąz   | 2014 | Nankin       | Kamil Majchrzak                                                | Tenis ziemny         | Gra mieszana                   | 24 sierpnia     | [ h ] |
| brąz   | 2014 | Nankin       | Natalia Strzałka                                               | Zapasy               | Kategoria 70 kg w stylu wolnym | 26 sierpnia     |       |
| brąz   | 2018 | Buenos Aires | Jan Kałusowski                                                 | Pływanie             | 200 m stylem klasycznym        | 9 października  |       |
| brąz   | 2018 | Buenos Aires | Jan Kałusowski Bartłomiej Koziejko Jakub Kraska Jakub Majerski | Pływanie             | 4 × 100 m stylem zmiennym      | 9 października  |       |
| brąz   | 2018 | Buenos Aires | Gracjan Kozak                                                  | Lekkoatletyka        | Rzut dyskiem                   | 14 października |       |
| brąz   | 2018 | Buenos Aires | Kamil Kasperczak                                               | Pięciobój nowoczesny | Pary mieszane                  | 16 października | [ i ] |

### Edycje zimowe
| Medal  | Rok  | Gospodarz   | Zawodnik         | Dyscyplina          | konkurencja                   | Data        | Uwagi |
| ------ | ---- | ----------- | ---------------- | ------------------- | ----------------------------- | ----------- | ----- |
| złoto  | 2020 | Lozanna     | Marcin Zawół     | Biathlon            | Sprint na 7,5 km              | 14 stycznia |       |
| srebro | 2016 | Lillehammer | Karolina Gąsecka | Łyżwiarstwo szybkie | Sztafeta mieszana             | 17 lutego   | [ j ] |
| srebro | 2020 | Lozanna     | Daria Kopacz     | Łyżwiarstwo szybkie | Sprint drużyn mieszanych      | 15 stycznia | [ k ] |
| srebro | 2020 | Lozanna     | Alicja Mota      | Hokej na lodzie     | Turniej drużyn mieszanych 3×3 | 15 stycznia | [ l ] |
| srebro | 2020 | Lozanna     | Aleks Menc       | Hokej na lodzie     | Turniej drużyn mieszanych 3×3 | 15 stycznia | [ m ] |
| brąz   | 2020 | Lozanna     | Anna Kot         | Hokej na lodzie     | Turniej drużyn mieszanych 3×3 | 15 stycznia | [ n ] |